# Memoriał Alfreda Smoczyka 1964
XIV Memoriał Alfreda Smoczyka odbył się 18 października 1964 r. Wygrał po raz szósty Henryk Żyto.

## Wyniki
18 października 1964 r. (niedziela), Stadion im. Alfreda Smoczyka (Leszno)
| Msc. | Zawodnik                 | Klub                 | Pkt |           |  |
| ---- | ------------------------ | -------------------- | --- | --------- |  |
| 1    | (10) Henryk Żyto         | Unia Leszno          | 12  | (3,3,3,3) |  |
| 2    | (1) Kazimierz Bentke     | Unia Leszno          | 11  | (3,3,3,2) |  |
| 3    | (7) Paweł Waloszek       | Śląsk Świętochłowice | 10  | (2,2,3,3) |  |
| 4    | (13) Antoni Woryna       | Górnik Rybnik        | 9   | (1,3,2,3) |  |
| 5    | (5) Jan Mucha            | Śląsk Świętochłowice | 8   | (3,2,1,2) |  |
| 6    | (4) Joachim Maj          | Górnik Rybnik        | 6   | (2,2,2,0) |  |
| 7    | (9) Jerzy Trzeszkowski   | Sparta Wrocław       | 6   | (2,2,1,1) |  |
| 8    | (6) Marian Spychała      | Stal Rzeszów         | 4   | (3,1,u,0) |  |
| 9    | (12) Zbigniew Podlecki   | Wybrzeże Gdańsk      | 4   | (1,1,1,1) |  |
| 10   | (11) Andrzej Domiszewski | Sparta Wrocław       | 3   | (2,0,0,1) |  |
| 11   | (8) Wiesław Rutkowski    | Polonia Piła         | 3   | (1,2,0,0) |  |
| 12   | (3) Jan Kolber           | Unia Leszno          | 1   | (d,d,0,1) |  |
| 13   | (2) Marian Kaiser        | Wybrzeże Gdańsk      | 0   | (0,0,d,0) |  |
|      | (R1) Jerzy Kowalski      | Unia Leszno          | ns  |           |  |